# Mayer (Arizona)
Mayer es un lugar designado por el censo ubicado en el condado de Yavapai en el estado estadounidense de Arizona. En el Censo de 2010 tenía una población de 1497 habitantes y una densidad poblacional de 28,79 personas por km².

## Geografía
Mayer se encuentra ubicado en las coordenadas 34°25′24″N 112°14′27″O / 34.42333, -112.24083. Según la Oficina del Censo de los Estados Unidos, Mayer tiene una superficie total de 52 km², de la cual 52 km² corresponden a tierra firme y (0%) 0 km² es agua.

## Demografía
Según el censo de 2010, había 1.497 personas residiendo en Mayer. La densidad de población era de 28,79 hab./km². De los 1.497 habitantes, Mayer estaba compuesto por el 94.19% blancos, el 0.33% eran afroamericanos, el 0.94% eran amerindios, el 0% eran asiáticos, el 0% eran isleños del Pacífico, el 1.2% eran de otras razas y el 3.34% pertenecían a dos o más razas. Del total de la población el 6.28% eran hispanos o latinos de cualquier raza.